# 笑福亭竹我
笑福亭 竹我（しょうふくてい ちくが）は、上方落語の名跡。笑福亭一門の名である。
現在は空き名跡となっているが、笑福亭鶴光が襲名の権利を預かっている。（このため、5番弟子に「竹三」の名を与えている）
- 初代笑福亭竹我 - 後の2代目笑福亭吾竹。
- 2代目笑福亭竹我 - 下記で記述。

2代目　笑福亭 竹我（しょうふくてい ちくが）

## 二代目 笑福亭 竹我
本名：花村常次郎、生没年不詳。渾名（あだな）を「違い棚」。
最初3代目笑福亭松鶴の門で常丸。常丸時代から笑福亭初期の大看板だったという。嘱望され後に2代目竹我を継いだ。その後まもなく没したとされる。
「違い棚」の渾名の理由は分かっていないが「違ひ棚が得手物」という記事があり余芸の色物の呼び名だったのかもしれない。
長らく京都での活動が主だったためあまり史料残っていないく生没年も不明だが幕末ころ生まれ明治20年ころ没したとされる。
十八番は「百年目」。